# Afzelia quanzensis
Afzelia quanzensis is een plantensoort uit de vlinderbloemenfamilie (Fabaceae). Het is middelgrote tot grote bladverliezende boom met een sterk spreidende en vaak platte kroon. De boom bereikt gewoonlijk een groeihoogte van 12 tot 15 meter, maar sommige exemplaren kunnen tot 35 meter hoog worden. De stam is vaak vrij kort, maar kan variëren van 60 tot 100 centimeter in diameter. Aan de boom groeien 15 centimeter lange peulen, deze bevatten zes of meer harde glanzend zwarte bonen met een oranje pit. De soort staat op de Rode Lijst van de IUCN geklasseerd als 'niet bedreigd'.
De soort komt voor in Afrika, van Congo-Kinshasa tot in Somalië en verder zuidwaarts tot in Zuid-Afrika. Hij groeit daar in laaggelegen beboste gebieden en in droge bossen.
Verschillende delen van de boom worden voor diverse doeleinden gebruikt. De bladeren worden gekookt en kunnen als groente gegeten worden. Hiervoor worden jonge bladeren gebruikt die dan nog een paarse kleur hebben. De bladeren worden gestampt en vervolgens gekookt met inheemse potas. Hierdoor ontstaat een slijmerig product, bekend als "thelele", dat zeer geliefd is. De wortels worden gekauwd als afrodisiacum. Verder worden de wortels gebruikt bij behandeling van allerlei aandoeningen variërend van pijn op de borst tot slangenbeten. Een mengsel van gestampte schors en pythonvet wordt aangebracht op eczemateuze plekken van de huid. Een klein stukje schors wordt aangebracht op een pijnlijke tand.
De zwarte bonen en de oranje pitjes eromheen uit de peulen worden gebruikt als kralen voor in kettingen. Het licht roodbruine kernhout is hard, zwaar en zeer duurzaam. Het is vrij moeilijk te zagen en te bewerken vanwege het snel bot worden van de zaagtanden en frezen. Het hout wordt gebruikt voor zware constructies, spoorbielzen, vloeren, meubels en houtsnijwerk.

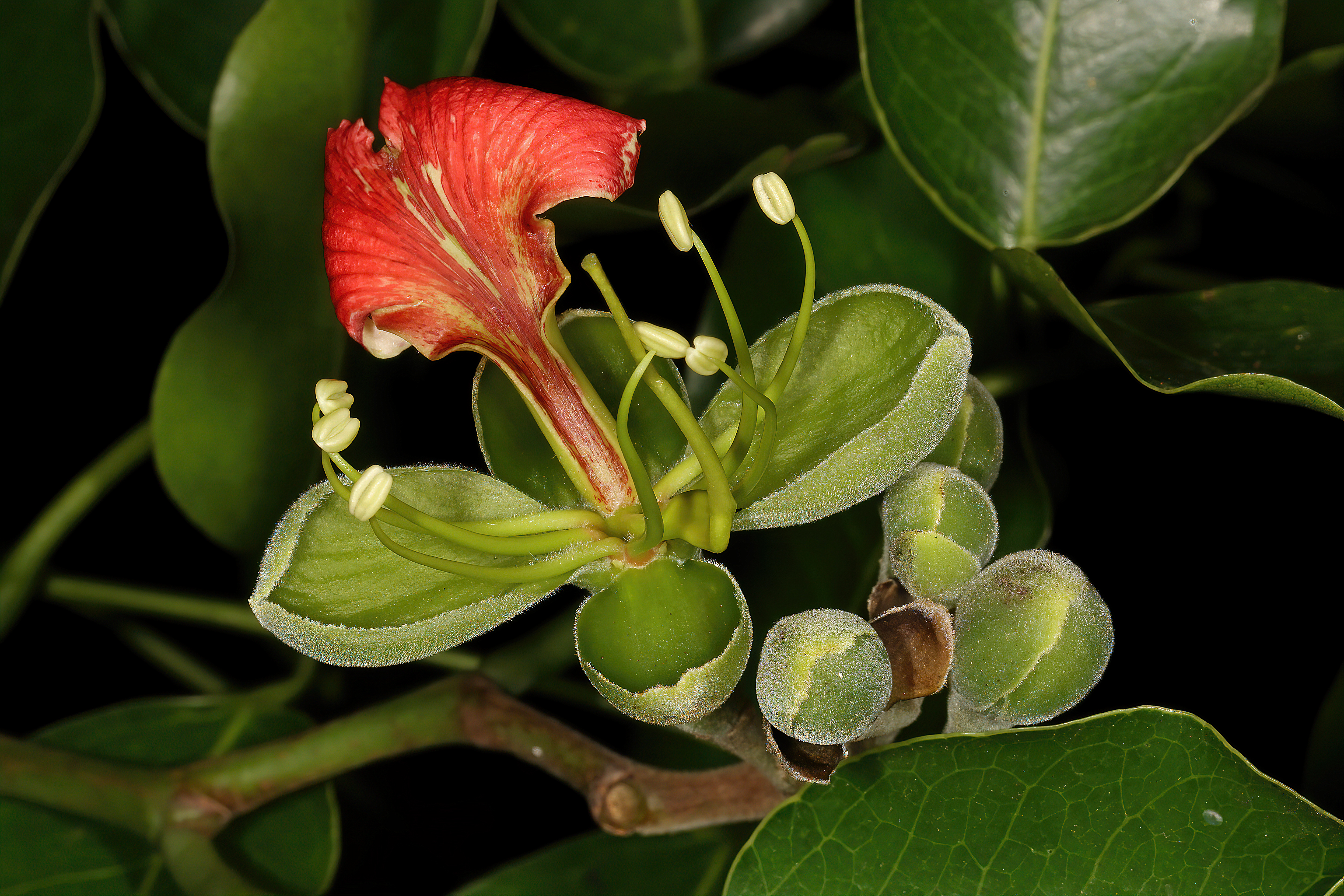
Bloem